# Edward Northey (cónego)
Edward Northey (1755 - 18 de fevereiro de 1828) foi um cónego de Windsor de 1797 a 1828.

## Carreira
Ele foi educado no Corpus Christi College, Cambridge.
Ele foi nomeado:
- Vigário de Kinlett, Shropshire
- Vigário de Cleobury Mortimer, Shropshire
- Vigário de Urchfont, Wiltshire, 1800
- Vigário de Nether Stowey, Somerset 1801
- Vigário de Edlesborough, Buckinghamshire 1807-1841
- Reitor de West Ilsley, Berkshire 1820-1826

Ele foi nomeado para a sétima bancada na Capela de São Jorge, Castelo de Windsor em 1797, e manteve a posição até 1828. Ele foi enterrado na capela no dia 27 de fevereiro de 1828.